# Michael J. Cullen
Michael J. Cullen (* 10. April 1884 in New Jersey; † 24. April 1936 in Queens County) war ein US-amerikanischer Unternehmer und Erfinder des Supermarkts.
Cullens Eltern waren irische Immigranten. Er absolvierte eine Lehre im Lebensmitteleinzelhandel, arbeitete mit 18 Jahren bei der The Great Atlantic and Pacific Tea Company und war 1930 Bezirksdirektor der Kroger Grocery & Baking Co. in Süd-Illinois. Mit der Weltwirtschaftskrise von 1929 rückten auch die hohen Personalkosten in den über 5000 meist kleinen Filialen von Kroger – heute drittgrößter Einzelhändler der USA – ins Licht der Öffentlichkeit. Cullens Vorschlag an den Präsidenten von Kroger, W. H. Albers, einige der kleinen Filialen zu schließen und dafür außerhalb des Stadtzentrums zehn Mal größere Filialen mit Selbstbedienung, niedrigerer Marge und großen kostenlosen Parkplätzen zu eröffnen, blieb unbeantwortet.
Er kündigte darauf, zog mit seiner Familie nach Long Island, gründete mit einem Geschäftspartner die King Kullen Grocery Company, mietete eine große leer stehende Garage in der Jamaica Avenue in Queens und eröffnete am 4. August 1930 den ersten Supermarkt nach seinen Vorstellungen. Er bot dort mehr als 1000 Artikel an, die er zu einem kleinen Teil zum Selbstkostenpreis verkaufte. Er eröffnete weitere Läden in Queens, Long Island und der Bronx und 1936 hatte er bereits 17 Märkte.